# Église de Taivalkoski
L'église de Taivalkoski (en finnois : Taivalkosken kirkko) est une église luthérienne construite à  Taivalkoski en Finlande,.

## Présentation

### La première église
L'église conçue par Anders Fredrik Granstedt est bâtie en 1848 dans le village de Jokijärvi à une vingtaine de kilomètres du centre actuel de Taivalkoski.
Une trentaine d’années plus tard on décide de la transférer au centre de Taivalkoski.
Elle est transférée par voie fluviale en 1877 et elle est inaugurée à nouveau en 1880.
Elle est détruite par un incendie dû à la foudre le 27 juillet 1925.

### L’église actuelle
L'église de style néoclassique est conçue par Kauno Kallio et terminée en 1932. 
Elle est inaugurée en  août 1933. 
Elle peut accueillir 400 personnes.
Le retable peint en 1934 par Väinö Tiger représente Jésus au jardin des oliviers.
Le premier orgue est fabriqué en 1938 par la fabrique d'orgues de Kangasala.
L'orgue actuel est fabriqué en 1990 par la fabrique d'orgues Tuomi.